# Charkdelikatesser
Charkdelikatesser är ett svenskt varumärke som ägs av livsmedelsföretaget Atria Scandinavia. Produktionen sker i Moheda.

## Historia
Leif Johansson, grundare av Charkdelikatesser, började 1964 sälja varor till butikerna runt Eksjö i Småland. Efter hand utvidgades charkbussens distrikt. I Halmstad träffade han charkuteristen Bengt Eliasson som drev Bengt Eliassons Charkuterifabrik. Tillsammans tog de fram Cognacmedwursten. Drygt tio år senare inledde Charkdelikatesser ett liknande samarbete med Moheda Chark vilket resulterade i Småländska isterband och sylta som spreds över landet.
Åren 1982–1987 köptes Charkdelikatesser av Opus, som även förvärvade Bengt Eliassons Charkuterifabrik i Halmstad, Moheda Chark, Norrboda Charkuterifabrik i Nässjö, Alf Eliassons Kött & Chark i Skene, Sven Lindbergs Charkuterifabrik i Helsingborg och Dagens Rätt Storkök AB. Tillsammans bildades nya AB Sardus. 2007 köptes Sardus av livsmedelsföretaget Atria Scandinavia.